# The Elder Scrolls
The Elder Scrolls est une série de jeux vidéo de rôle se déroulant dans un univers de fantasy, créée par Bethesda Softworks et publiée pour la première fois en 1994. Elle est connue pour la richesse mythopoïétique de son univers ainsi que pour la grande liberté donnée au joueur dans l'exploration et la progression de son personnage. Elle compte à ce jour cinq épisodes principaux (dont trois possèdent deux à trois extensions) et plusieurs épisodes dérivés.
La plupart des jeux se déroulent sur le continent de Tamriel. Ce dernier mêle des influences tirées du monde réel, empruntant l'esthétique de certaines civilisations antiques, ainsi que des éléments typiques de la high fantasy, tels que l'usage généralisé de la magie et la présence d'animaux fantastiques comme les dragons. Tamriel est divisé en provinces dans lesquelles habitent humains, elfes, orques et animaux anthropomorphiques. L'intrigue des jeux est généralement celle d'un héros inconnu se dressant contre des entités maléfiques ou antagonistes.
Le titre de la série, The Elder Scrolls, fait référence aux « Parchemins des Anciens », prophéties d'origine mystérieuse qui parsèment l'univers et influencent les évènements qui s'y déroulent.

## Genèse de la série
Avant The Elder Scrolls, Bethesda développe principalement des jeux de sport et d'action : sur les dix jeux publiés avant Arena, six sont des jeux de sport tels que Hockey League Simulator, NCAA Basketball: Road to the Final Four ('91/'92 Edition) ou Wayne Gretzky Hockey, et quatre sont des adaptations d'autres franchises comme Terminator. La décision de développer un jeu de rôle fut un changement radical dans l'histoire de Bethesda.

« Je me rappelle en avoir parlé aux gars de Sir-Tech, qui développaient Wizardry VII: Crusaders of the Dark Savant à l'époque, penser qu'on y arriverait les faisait littéralement rire. »

— Ted Peterson
Ted Peterson est avec Vijay Lakshman l'un des premiers concepteurs de ce qui n'est à l'époque qu'Arena, un « jeu de gladiateurs dans un univers d'inspiration médiévale »,.

## Épisodes principaux
| Les épisodes principaux sont en gras |                                                 |
| 1994                                 | The Elder Scrolls: Arena                        |
| 1995                                 |                                                 |
| 1996                                 | The Elder Scrolls II: Daggerfall                |
| 1997                                 | An Elder Scrolls Legend: Battlespire            |
| 1998                                 | The Elder Scrolls Adventures: Redguard          |
| 1999                                 |                                                 |
| 2000                                 |                                                 |
| 2001                                 |                                                 |
| 2002                                 | The Elder Scrolls III: Morrowind                |
| 2002                                 | The Elder Scrolls III: Tribunal                 |
| 2003                                 | The Elder Scrolls III: Bloodmoon                |
| 2003                                 | The Elder Scrolls Travels: Stormhold            |
| 2004                                 | The Elder Scrolls Travels: Dawnstar             |
| 2004                                 | The Elder Scrolls Travels: Shadowkey            |
| 2005                                 |                                                 |
| 2006                                 | The Elder Scrolls IV: Oblivion                  |
| 2006                                 | The Elder Scrolls IV: Knights of the Nine       |
| 2007                                 | The Elder Scrolls IV: Shivering Isles           |
| 2008                                 |                                                 |
| 2009                                 |                                                 |
| 2010                                 |                                                 |
| 2011                                 | The Elder Scrolls V: Skyrim                     |
| 2012                                 | The Elder Scrolls V: Dawnguard                  |
| 2012                                 | The Elder Scrolls V: Hearthfire                 |
| 2012                                 | The Elder Scrolls V: Dragonborn                 |
| 2013                                 |                                                 |
| 2014                                 | The Elder Scrolls Online                        |
| 2015                                 |                                                 |
| 2016                                 | The Elder Scrolls V: Skyrim – Special Edition   |
| 2017                                 | The Elder Scrolls: Legends                      |
| 2017                                 | The Elder Scrolls: Skyrim - VR                  |
| 2017                                 | The Elder Scrolls Online - Morrowind            |
| 2018                                 | The Elder Scrolls Online - Summerset            |
| 2019                                 | The Elder Scrolls: Blades                       |
| 2019                                 | The Elder Scrolls Online - Elsweyr              |
| 2020                                 | The Elder Scrolls Online - Greymoor             |
| 2021                                 | The Elder Scrolls Online - Blackwood            |
| 2021                                 | The Elder Scrolls V: Skyrim Anniversary Edition |
| 2022                                 | The Elder Scrolls Online - High Isles           |
| 2023                                 | The Elder Scrolls Online - Necrom               |
| 2024                                 |                                                 |
| 2025                                 | The Elder Scrolls IV: Oblivion Remastered       |
| À venir                              | The Elder Scrolls VI                            |

### Arena
Julian Le Fay rejoint Peterson et Lakshman pour développer Arena. C'est à Le Fay que Peterson attribue le développement initial de la série. À l'origine, le premier Elder Scrolls n'a rien d'un jeu de rôle : le joueur, à la tête d'une compagnie de gladiateurs, devait parcourir les villes de Tamriel pour combattre les équipes locales. L'objectif final était d'être sacré « grand champion » à la capitale du continent, la Cité impériale. Des quêtes secondaires viennent enrichir le jeu et des lieux facultatifs permettent au joueur d'acquérir de l'équipement. Cependant, le développement rencontre des difficultés, et le jeu ne peut sortir pour les fêtes de Noël 1993. Le Fay, Peterson et Lakshman décident alors d'assumer jusqu'au bout leurs sources d'inspiration, à savoir les jeux de rôle sur table et les jeux vidéo Ultima Underworld et Legends of Valour. Le joueur n'est plus le chef d'une compagnie de gladiateurs mais un héros solitaire qui doit rassembler les huit morceaux d'un artéfact magique. Le jeu ne pouvant pas être renommé, Vijay Lakshman décide d'y accoler le surtitre « The Elder Scrolls » sans avoir une idée précise de ce à quoi le terme renvoie.
Le jeu sort en mars 1994 et souffre d'une distribution limitée, ce qui inquiète le développeur. Il reçoit néanmoins un bon accueil critique : le magazine Joystick lui décerne le score de 91 %, saluant la bande son tout en critiquant sa « gourmandise » en termes de configuration. Génération 4 lui accorde le même score, mais pointe du doigts ses « graphismes inégaux ». Tous deux louent le gigantisme du monde et la grande liberté accordée au joueur. Malgré une sortie en retard, le bouche-à-oreille assure une bonne réputation au jeu. Selon l'historien du jeu vidéo Matt Barton, « le jeu imposa un nouveau standard pour ce type de jeu, et montra à quel point il restait encore à innover. »

### Daggerfall
Le développement de Daggerfall débute après celui d'Arena, en mars 1994, avec Ted Peterson comme concepteur en chef. L'intrigue se veut moins stéréotypée que celle du premier Elder Scrolls :

« En termes d'univers, nous voulions que Tamriel soit plus original. Nous avions, avec Arena, créé un monde semblable à n'importe quelle autre œuvre de fantasy classique, comme Greyhawk. Nous décidâmes de nous concentrer sur une partie du continent et de travailler son histoire et son ambiance. À l'inverse d'Arena, nous voulions que nos héros et nos antagonistes aient des personnalités plus développées. »

— Ted Peterson
L'évolution du personnage est désormais dictée par la fréquence d'utilisation de ses compétences et non par un système global de points d'expérience, ce qui permet au joueur une plus grande personnalisation. Daggerfall dispose d'un système de création de personnage plus étoffé, inspiré de GURPS, permettant de générer sa propre classe et de lui assigner ses propres compétences. Le jeu est développé avec l'un des premiers vrais moteurs 3D, le XnGine. Il est aussi vaste que la Grande-Bretagne, comporte environ quinze mille villes et sept cent cinquante mille habitants. Contrairement à Arena, qui s'inspirait d'Ultima ou de Legends of Valour, aucun jeu vidéo n'a influencé consciemment les développeurs. Leur imagination se nourrit à la place de lectures, qu'elles soient romanesques (L'Homme au masque de fer) ou ludiques (Vampire : La Mascarade).

### Morrowind
C'est durant le développement de Daggerfall que l'idée du Elder Scrolls suivant germa. Les développeurs voulaient d'abord permettre au joueur de visiter la province entière de Morrowind. La technologie de l'époque n'autorisant pas une telle ampleur, il revirent leurs ambitions à la baisse. Le jeu couvre finalement l'île de Vvardenfell, et le joueur ne peut rejoindre que trois des cinq maisons nobles existant en Morrowind. Le XnGine est abandonné au profit de Gamebryo, un moteur Direct3D développé par Numerical Design Limited. Ce dernier est doté d'un rendu TCL, de textures 32-bit et permet d'animer les squelettes des personnages. Il fut décidé que, comme pour Redguard, le monde serait rempli « à la main » plutôt qu'avec des méthodes de génération aléatoire.
Le développement est soutenu. Bethesda triple son effectif et passe la première année à développer The Elder Scrolls Construction Set, ceci pour corriger plus facilement le jeu et le modifier petit à petit. Ted Peterson, qui avait quitté le studio après Daggerfall, revient en tant qu'auteur et consultant sur l'univers du jeu. La version PC est prête à être expédiée le 23 avril 2002 et sort le 30 mai en France, en version anglaise. Une version française développée par Ubisoft est publiée le 5 septembre. La version Xbox, quant à elle, sort le 21 novembre.
La première extension, The Elder Scrolls III: Tribunal, sort le 27 mars 2003 en France. Elle permet au joueur de se téléporter dans une nouvelle zone fermée, la ville de Longsanglot. Son développement commence immédiatement après la sortie de Morrowind. Le cycle de développement n'est que de cinq mois – Tribunal sort le 6 novembre 2002 aux États-Unis –, mais est facilité par l'existence du Construction Set. La deuxième extension, The Elder Scrolls III: Bloodmoon, sort en France le 16 octobre 2003, et permet au joueur de parcourir l'île glacée de Solstheim.

### Oblivion
Le développement de The Elder Scrolls IV: Oblivion commence après la sortie de Morrowind, en 2002. Il est développé par Bethesda Softworks et édité conjointement par Ubisoft et 2K Games. Il sort le 24 mars 2006 sur Xbox 360 et PC. Le jeu tourne autour d'un événement appelé plus tard la « Crise d'Oblivion », quand des portails vers un plan parallèle déverse ses démons pour envahir Tamriel. Pour ce jeu, les développeurs se sont attachés à construire une quête principale plus tangible que celle de Morrowind, des personnages plus développés, ainsi qu'à rendre les informations sur le monde plus accessibles. Oblivion offre au joueur une meilleure intelligence artificielle, un moteur physique amélioré et des graphismes plus détaillés,,. Pour développer Oblivion, Bethesda se sert d'outils de génération procédurale ; il en résulte des paysages plus complexes et réalistes que dans les épisodes précédents, en plus d'alléger la charge de travail,. Deux extensions, The Elder Scrolls IV: Knights of the Nine et Shivering Isles, sortent respectivement le 22 novembre 2006 et le 29 mars 2007 en France. Knights of the Nine ajoute une quête où le joueur part à la recherche des « reliques du Croisé », tandis que Shivering Isles ajoute la zone éponyme au jeu.

### Skyrim

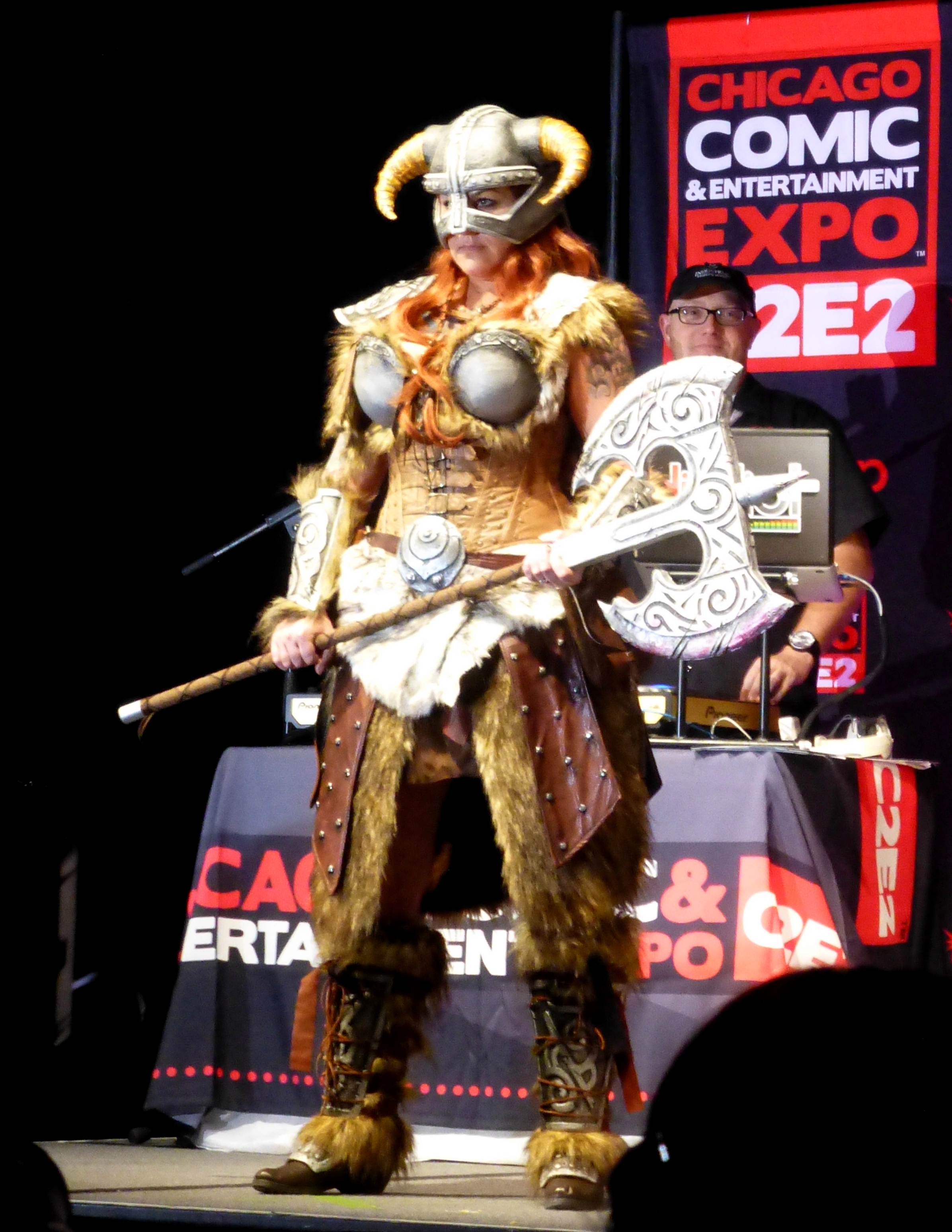
Cosplay du Dovahkiin (l'Enfant de dragon), héros de The Elder Scrolls V: Skyrim.

En août 2010, Todd Howard déclare que le développement d'un jeu a débuté dès la sortie d'Oblivion et qu'il est en voie d'achèvement. Bien que les grandes lignes aient été jetées dès 2006, il faut attendre la sortie de Fallout 3 pour que le développement commence réellement. Aux Spike Video Game Awards de 2010, Howard dévoile une courte bande-annonce révélant le titre du jeu. The Elder Scrolls V: Skyrim sort le 11 novembre 2011 et reçoit un accueil critique et commercial conséquent. Le joueur y incarne l'Enfant de dragon, un héros prophétique devant empêcher le dragon Alduin de détruire le monde. En 2012, trois extensions sortent : Dawnguard le 10 juillet, Hearthfire le 4 septembre et Dragonborn le 4 décembre. Dawnguard rajoute deux nouvelles factions joignables et une intrigue sur le thème des vampires, tandis que Hearthfire permet au joueur de construire sa propre maison. Dragonborn, enfin, étend la zone de jeu à l'île de Solstheim, déjà aperçue dans Morrowind. Une version aux graphismes améliorés, The Elder Scrolls V: Skyrim: Special Edition, sort le 28 octobre 2016 sur PC, PlayStation 4 et Xbox One. The Elder Scrolls V: Skyrim VR, une adaptation du jeu pour casques de réalité virtuelle, sort le 17 novembre 2017 sur PlayStation 4, en même temps qu'un portage sur Nintendo Switch.

## Épisodes secondaires

### An Elder Scrolls Legend: Battlespire
Après Daggerfall, Bethesda, convaincu du potentiel de The Elder Scrolls, lance trois projets liés à la série : Redguard, Morrowind et Battlespire. Ce dernier, d'abord appelé Dungeon of Daggerfall: Battlespire, est conçu comme une extension du deuxième épisode qui ne se concentrerait que sur le porte-monstre-trésor, la « meilleure partie » du jeu. Morrowind devenant un projet trop ambitieux, il est temporairement mis de côté ; les équipes sont réaffectées à Redguard et Battlespire, qui devient un jeu à part entière. Le joueur y incarne un apprenti pris au piège dans une académie de mages envahie par des démons. Contrairement à Arena et Daggerfall, il est axé tout entier sur l'exploration d'un seul immense donjon et ne possède ni quêtes secondaires, ni marchands, ni génération aléatoire. Sorti à la fin 1997, il est le premier jeu Elder Scrolls à bénéficier de fonctionnalités multijoueur, avec des modes coopératif et match à mort.

### The Elder Scrolls Adventures: Redguard
Redguard sort en 1998, faisant de lui le deuxième spin-off de la licence. Il est décidé d'en faire un jeu d'action-aventure : les développeurs s'inspirent pour cela de références du genre telles que Tomb Raider, Prince of Persia ou Ultima. Le gigantisme des deux premiers épisodes est abandonné pour se concentrer sur un lieu réduit mais plus détaillé, l'île de Stros M'kai. De plus, Redguard ne permet pas de créer son personnage : le joueur incarne Cyrus, un Rougegarde à la recherche de sa sœur. Le jeu utilise le moteur XnGine ainsi que l'API Glide. Deux œuvres littéraires sont liées à Redguard et sont incluses dans le boîtier de jeu : un comics, qui relate les origines de Cyrus, ainsi que la première édition du Guide de poche de l'Empire, qui détaille l'univers des Elder Scrolls et se veut, à l'époque, la source de référence sur le sujet.

## Évolution de la série

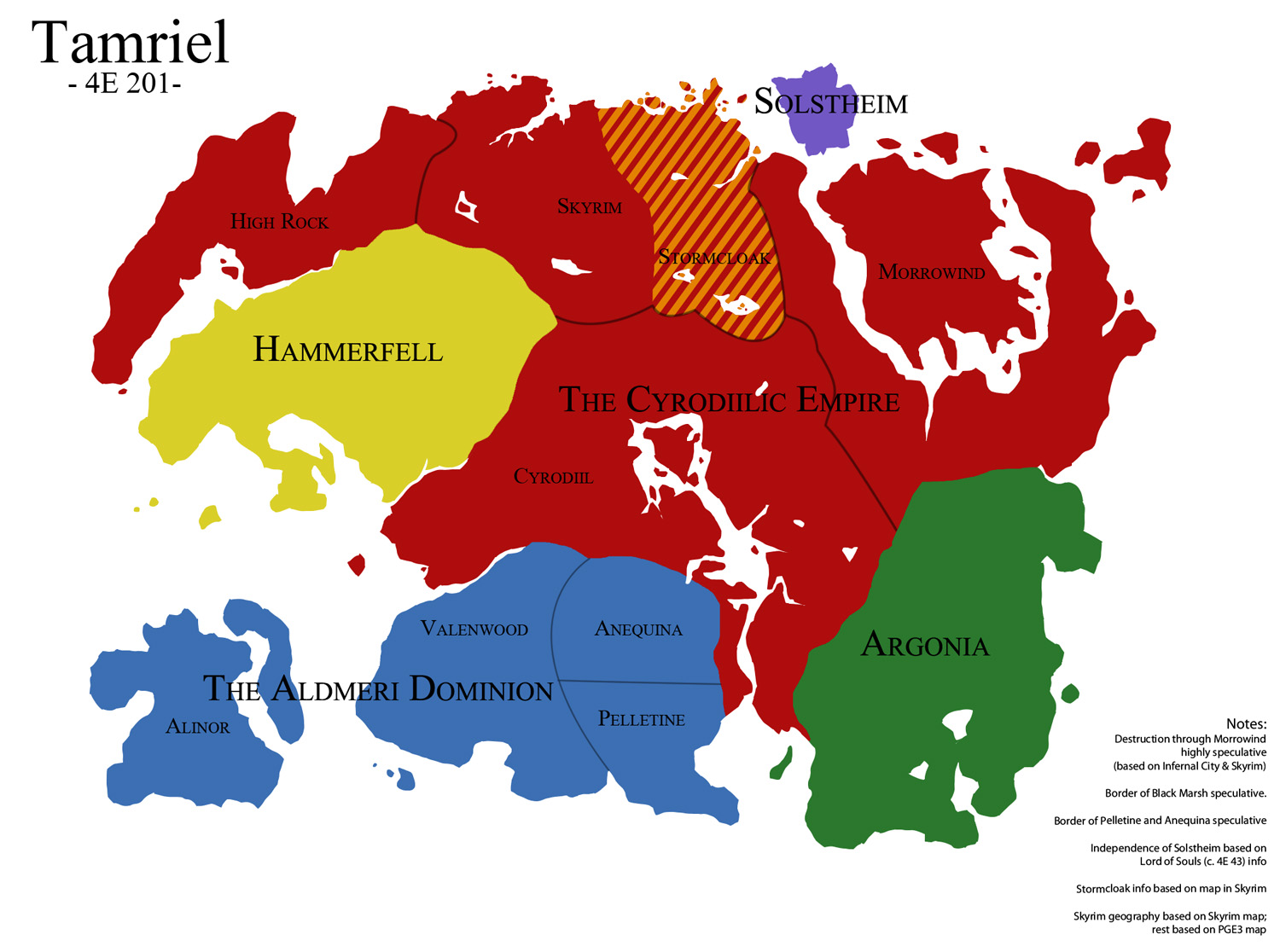
une carte de Tamriel (début de Skyrim)

### Évolution des jeux vidéo
L'univers de The Elder Scrolls est le fruit de l'imagination de trois membres de Bethesda Softworks : Ted Peterson, Julian Lefay et Vijay Lakshman. À l'origine The Elder Scrolls a été conçu comme un jeu de rôle papier, sur table. Il fut décidé de l'adapter pour ordinateur. Les premiers jeux de la série présentaient donc une mécanique très similaire à celle des jeux de rôle papier. Cette approche fut finalement abandonnée. Le parallélisme avec les jeux sur table s'est perdu, mais la liberté, elle, est restée.
Dans Daggerfall 35 compétences sont proposées, de nombreuses classes contraignantes en termes de jouabilité, et un combat régi par un système de dés magiques. Dans Skyrim, seules 18 compétences subsistent, les classes ont disparu et le combat est totalement dynamique, dans la lignée des jeux de tir à la première personne.
L'une des caractéristiques essentielles des jeux The Elder Scrolls est de proposer un monde ouvert, c'est-à-dire un environnement où le joueur décide quand, comment et dans quel ordre il explore le monde qui l'entoure et exécute les quêtes qui lui sont proposées. La série fut pionnière dans ce domaine, aux côtés de la série des Ultima ou encore celle de Elite. Pour Arena et Daggerfall, le monde ouvert s'exprime par la génération procédurale et le contenu aléatoire. Cette approche a été abandonnée depuis Morrowind, dont la carte est moins étendue, mais entièrement dessinée à la main. Oblivion a en partie réintroduit la génération procédurale du monde (retravaillé ensuite à la main par les développeurs), et une partie du contenu de Skyrim est généré aléatoirement. Les deux jeux exploitent les avancées considérables des technologies de génération procédurale, qui permettent désormais de produire un contenu beaucoup plus riche qu'auparavant.
Les jeux The Elder Scrolls sont pionniers d'un système de progression unique dans le milieu des jeux de rôle, inspiré de RuneQuest,, il n'existe pas de système d'expérience avec l'acquisition de « points d'XP » comme dans la plupart des jeux de ce type, dans lesquels les points d'expérience débloquent des compétences pour le personnage. Dans les TES jouables en solo, cette logique est inversée : plus une compétence est utilisée, plus elle est améliorée ; en outre, le nombre de niveaux de compétences obtenus détermine le niveau général du personnage.

### L'univers étendu
Dans les années de développement, puis d'exploitation, de Morrowind, les développeurs avaient pour coutume de publier sur le forum officiel des textes qui enrichissent et développent l'univers. Ces textes ne sont pas inclus dans les jeux vidéo, ils viennent en supplément, et forment un univers étendu.
Peu à peu cette « tradition » s'est perdue et seul Michael Kirkbride continue à l'honorer. En 2014 il publie notamment un comic book intitulé C0DA. La communauté est divisée quant à ces nombreux textes, notamment ceux de Kirkbride, qui a cessé de travailler pour Bethesda Softworks en 2001. Les uns considèrent que comme tous ces textes n'apparaissent pas dans les jeux vidéo, et que Bethesda ne leur a jamais donné de statut officiel, ils doivent être considérés comme du fan art non-canon. Les autres au contraire affirment que le travail des développeurs de la première heure ne peut pas être qualifié de fan art, car ils incluent une connaissance de l'univers inaccessible aux fans. Par ailleurs, les jeux vidéo et livres dits « canons » reprennent nombre d'éléments issus de ces différents textes, et Michael Kirkbride, même sans être salarié de Bethesda, entretient d'étroites relations avec les développeurs actuels, notamment avec Kurt Kuhlmann, co-auteur de plusieurs de ces textes.
Malgré l'inclusion dans les jeux d'éléments fournis par Kirkbride, Bethesda n'a jamais voulu statuer clairement sur le sujet. À la question de savoir si ces textes étaient ou non « canons », Pete Hines, vice-président de Bethesda Softworks, a répondu « cela dépend », sans plus de détails.
En 2014, avec C0DA, Michael Kirkbride introduit le concept « d'univers open-source », où chacun peut se construire « sa c0da », sa version des faits, et considère que le concept de canon n'a pas lieu d'exister. Ce concept a de nouveau divisé la communauté des fans, tandis que Bethesda ne s'est pas prononcé sur le sujet.
De plus, depuis le troisième volet de la série principale (Morrowind), les développeurs donnent accès aux fichiers sources. Ainsi les joueurs peuvent créer de nombreux mods, c'est-à-dire des petites extensions, qui permettent d'étendre l'univers et le temps de jeu.

## L'univers

### Présentation succincte
Les jeux The Elder Scrolls se situent dans un univers de fantasy généraliste qui puise dans les différents registres du genre.
À quelques exceptions près, toute l'histoire se déroule sur la planète Nirn, et plus précisément le continent de Tamriel. Ce continent est habité par une vingtaine d'espèces, qui sont d'origine humaine, elfique ou animale. Le continent est réparti entre diverses puissances locales, représentées par des provinces. Deux de ces puissances ont profondément marqué l'histoire de Tamriel : l'Empire de Cyrodiil, un empire humain, et le Domaine Aldmeri, une fédération elfique. Chacun de ces deux ensembles est à de nombreuses reprises détruit, pour renaître de ses cendres des années ou des siècles plus tard. Ainsi, à l'époque de Skyrim, Tamriel est divisé entre le Quatrième Empire de Cyrodiil et le Troisième Domaine Aldmeri, les deux superpuissances étant dans un état de guerre froide.
Il existe bien entendu d'autres continents ou îles isolées, ainsi que d'autres planètes, des lunes ou encore des plans spirituels où résident les dieux, et qui peuvent abriter en partie les aventures proposées par les jeux.
Il est à noter que dans les TES, au contraire d'autres univers, les dieux ne sont pas des concepts abstraits ou des entités rarement visibles. Il arrive régulièrement de voir ces derniers s'incarner dans le monde mortel, ou tenter de l'envahir. Les très nombreuses sectes et églises agissent comme des entités politiques. Il existe même des « dieux vivants », c'est-à-dire des dieux qui habitent le monde des mortels et en contrôlent certains territoires.

### Intrigue
À l'origine, la série The Elder Scrolls devait raconter en quatre épisodes la chute d'un empire, le Troisième Empire de Cyrodiil[réf. nécessaire]. Effectivement, d'Arena à Morrowind l'histoire suit le règne de l'Empereur Uriel Septim VII. Dans Oblivion, le quatrième épisode, il est assassiné, ainsi que tous ses héritiers, marquant la fin de la lignée impériale. Le joueur assiste dans le jeu au déclin de cet Empire, vu depuis la province de Cyrodiil, la province impériale. Les deux romans La Cité infernale et Le Seigneur des âmes de l'écrivain américain Gregory Keyes, ainsi que certains passages de Skyrim, expliquent l'agonie du Troisième Empire en lambeaux après les évènements survenus dans Oblivion.
Dans Morrowind, sous l'impulsion de Michael Kirkbride, et à un moindre degré de Kurt Kuhlmann et Gary Noonan, débute une seconde intrigue, plus obscure, et filée entre les épisodes. Dans cet environnement plus ésotérique, l'ensemble de l'univers de The Elder Scrolls est le rêve éternel d'un dieu, le Godhead. À l'origine l'univers n'est peuplé que d'esprits immortels. Certains de ces esprits, les Aedra, et Lorkhan prennent conscience qu'ils vivent dans un rêve, et décident d'en sortir, pour accéder à une existence autonome. Lorkhan crée Nirn, le monde mortel. La mortalité est l'un des moyens pour sortir du rêve.
D'autres esprits, les Daedra, ne comprennent pas ce concept de rêve, le nient, ou préfèrent y rester. Parmi eux, Auri-El entre en conflit ouvert avec Lorkhan.
L'ensemble de la série illustre le conflit entre Lorkhan et Auri-El, et se place généralement du côté de Lorkhan. Ainsi, dans Morrowind, le héros libère le Cœur de Lorkhan qui était prisonnier. En revanche, dans Skyrim, le joueur affronte Alduin, un dieu assimilé à Akatosh par les nordiques, mais dont les ambitions rejoindraient celles d'Auri-El, de certaines factions extrémistes du Thalmor et potentiellement celles d'anciennes civilisations elfiques tels que l'Ayledoon : le retour au statut de pur esprit par la destruction de Nirn. Ainsi, il est difficile de l'identifier avec certitude à Auri-El, ou Akatosh, rendant plus confus encore le point de vue adopté dans cet épisode.
La plupart des nombreuses entités politiques et divinités de l'univers présentent un positionnement vis-à-vis de Lorkhan et d'Auri-El ; par exemple, l'Empire de Cyrodiil est aligné sur Lorkhan, et le Domaine Aldmeri sur Auri-El. Les partisans de Lorkhan défendent la liberté et l'autonomie, tandis que ceux d'Auri-El ambitionnent l'immortalité et l'éternité ; ces deux orientations antagonistes sont appelées respectivement le « changement » et la « stase ».

### Sources et influences
Alimenté par des dizaines d'auteurs, chacun avec son propre parcours et sa propre culture scientifique, littéraire ou ludique, l'univers de The Elder Scrolls bénéficie de nombreuses influences d'origines diverses.
Les premières influences, visibles dans Arena et Daggerfall, sont celles de Dungeons & Dragons, de la série des Ultima ou encore de Vampire : la Mascarade pour les vampires. Les jeux prennent place dans un univers heroic fantasy classique, reprenant une table de monstres héritée de l'antiquité (minotaures, centaures, lamias…) ou de D&D (gobelins, orques, dragons, liches…). De même, les elfes vivent dans les arbres, les elfes noirs sont nommés Dunmer.
Avec le premier hors-série, Battlespire, l'univers entre dans la space fantasy. La majeure partie du jeu se déroule dans une sorte de vaisseau-forteresse lévitant dans l'espace. Beaucoup d'éléments du décor reprennent une esthétique typique de la space fantasy, avec beaucoup de métal et des panneaux de contrôles, certes rustiques. C'est un tournant majeur dans la série, qui n'est pas attribué à un développeur en particulier.
Le second hors-série, Redguard, a été conçu par Michael Kirkbride et Kurt Kuhlmann. À l'origine dissocié de The Elder Scrolls, le jeu devait se dérouler dans une planète géante gazeuse, où le joueur incarne un pirate-aventurier qui aurait affaire à divers peuples inspirés de l'Antiquité, tels que les Étrusques, les Mèdes ou encore des taureaux babyloniens. C'est Todd Howard et Julian Lefay qui proposèrent à Michael et Kurt de transposer ce jeu dans l'univers de TES. C'est notamment ce qui a donné un caractère babylonien aux Dwemers et un côté romain à l'Empire de Cyrodiil.
Morrowind a intégré l'influence de deux développeurs en particulier : Ken Rolston et Michael Kirkbride. Ken Rolston, fan de Glorantha, s'en est inspiré pour les jeux TES, renforçant les références à l'Antiquité, et apportant une esthétique colorée et magique. De son côté Michael Kirkbride cite Mad Max, Dark Crystal ou encore Star Wars. Par exemple, le planétaire dwemer est directement inspiré du planétaire d'Aughra dans Dark Crystal, les Échassiers des Marais (Silt Strider en anglais) proviennent des Land Strider de Dark Crystal et l'armure de la Maison Rédoran est inspirée de celle des Mandaloriens de Star Wars.
Oblivion délaisse la space fantasy pour renouer avec les classiques de la fantasy médiévale de J. R. R. Tolkien. L'influence de Glorantha y est plus discrète, sans toutefois disparaître.
Skyrim propose un univers de dark fantasy, qui se veut à la fois sombre et réaliste. La province de Bordeciel est directement inspirée des mythologies scandinaves, mais comporte aussi quelques influences orientales, tibétaines notamment, avec la faction des Grises-Barbes et le temple de Havreciel.
Les TES incorporent beaucoup d'éléments du monde réel. Notamment la province de Morrowind qui est inspirée par l’Égypte ancienne, le Moyen-Orient et le Japon de l'Époque Ancienne. L'architecture, la société ainsi que les noms brétons rappellent la France féodale, et l'architecture Rougegarde celle des Empires Arabes. L'Empire de Cyrodiil est inspiré de l'Empire romain.
Des parallèles entre certains aspects mythologiques de The Elder Scrolls et les diverses formes d'expression spirituelles de la Terre sont également établis. Le dieu Vivec, l'Androgyne, est inspiré par exemple d'Ardhanari, l'aspect androgyne de Shiva. De même, le concept temporel de Kalpa existe dans la mythologie des TES comme dans l'Hindouisme - même si la signification du terme est sensiblement différente dans les deux cas.